# Hypercalymnia
Hypercalymnia is een geslacht van vlinders van de familie Uilen (Noctuidae), uit de onderfamilie Hadeninae.

## Soorten
- H. ampijaroa Viette, 1965
- H. gloriosa Kenrick, 1917
- H. laurenconi Viette, 1965
- H. malagasy Viette, 1965
- H. metaxantha Hampson, 1910
- H. paphos Viette, 1973
- H. viridivariegata Berio, 1939